# Дрошкув (Любуське воєводство)
Дрошкув (пол. Droszków, нім. Droschkau) — село в Польщі, у гміні Забур Зеленогурського повіту Любуського воєводства.
Населення — 897 осіб (2011).
У 1975-1998 роках село належало до Зеленогурського воєводства.

## Демографія
Демографічна структура станом на 31 березня 2011 року:
|          | Загалом | Допрацездатний вік | Працездатний вік | Постпрацездатний вік |
| -------- | ------- | ------------------ | ---------------- | -------------------- |
| Чоловіки | 432     | 109                | 297              | 26                   |
| Жінки    | 465     | 114                | 296              | 55                   |
| Разом    | 897     | 223                | 593              | 81                   |